# هاینز

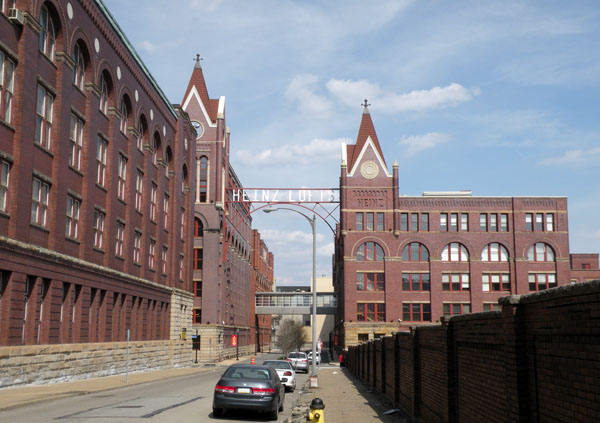
هاینز لافتز در خیابان هاینز پیتسبورگ، معمار: آلبرت کاهن

هاینز (به انگلیسی: Heinz) شرکت آمریکایی تولید، فرآوری و پخش موادغذایی است که دفتر مرکزی آن، در شهر پیتسبرگ واقع در ایالت پنسیلوانیا قرار دارد و یکی از شرکت‌های تابعه کرفت هاینز به‌شمار می‌رود.
شرکت هاینز در سال ۱۸۶۹ توسط هنری جان هاینز تأسیس شد و هم‌اکنون روزانه هزاران تن از محصولات غذایی تولید شده خود را، در شش قاره و در بیش از ۲۰۰ کشور به فروش می‌رساند. نشان تجاری این شرکت، جزو ۱۵۰ برند شناخته‌شده در جهان می‌باشد.
در تاریخ ۱۴ فوریه ۲۰۱۳، شرکت هاینز توسط برکشر هاتاوی (۵۰٪ درصد از سهام) و ۳جی کپیتال (۵۰٪ درصد از سهام) به ارزش ۲۳ میلیارد دلار به فروش رسید.